# Comuna Aremark
Aremark este o comună din provincia Østfold, Norvegia.